# William Kissam Vanderbilt
William Kissam Vanderbilt (New York, 12 dicembre 1849 – Parigi, 22 luglio 1920) è stato un imprenditore statunitense,  membro dell’eminente famiglia Vanderbilt. Gestì ferrovie e fu un allevatore di cavalli.

## Biografia
Secondo figlio maschio di William Henry Vanderbilt, il figlio maggiore del Commodoro Cornelius Vanderbilt, un erede della sua fortuna e un membro di spicco della famiglia Vanderbilt, e di sua moglie, Maria Louisa Kissam.
I suoi figli, William Kissam Vanderbilt II (1878–1944) e Harold Stirling Vanderbilt (1884–1970), furono gli ultimi ad essere attivi nelle ferrovie, quest'ultimo perdendo una lotta per procura per la New York Central Railroad nel decennio del 1950.

## Carriera
Vanderbilt ereditò $ 55 milioni (pari a circa $ 1,5 miliardi oggi) da suo padre. Fu per tempo attivo nella gestione delle ferrovie della famiglia, anche se non molto dopo il 1903. Nel 1879 rilevò il grande ippodromo di P. T. Barnum, lo ribattezzò Madison Square Garden.
Vanderbilt è stato uno dei fondatori del The Jockey Club. È stato azionista e presidente della Sheepshead Bay Race Track a Brooklyn e proprietario di una scuderia di successo. Nel 1896, ha costruito l'American Horse Exchange. Nel 1911 lo affittò (e alla fine lo vendette) al Shubert Organization che lo trasformò nel Winter Garden Theatre.
Dopo il suo divorzio dalla sua prima moglie, si trasferì in Francia dove ha costruito un castello e la Haras du Quesnay vicino a Deauville. I cavalli di Vanderbilt hanno vinto un certo numero di gare importanti in Francia.

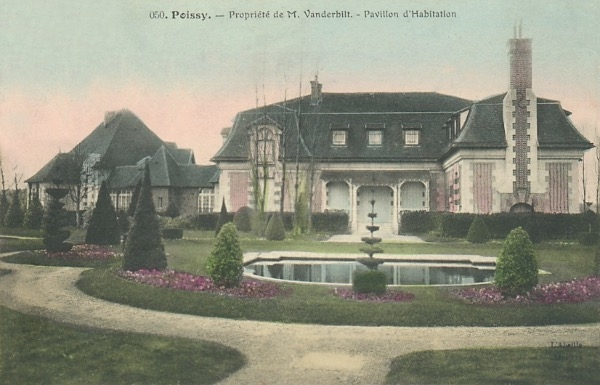
Château Vanderbilt a Carrières-sous-Poissy.

Come altri importanti membri della sua famiglia, Vanderbilt fece costruire magnifiche residenze. Le sue residenze includevano Idle Hour (1900) a Long Island e Marble House (1892), progettata da Richard Morris Hunt, a Newport, Rhode Island. Hunt ha anche progettato la villa al 680 Fifth Avenue (1883).

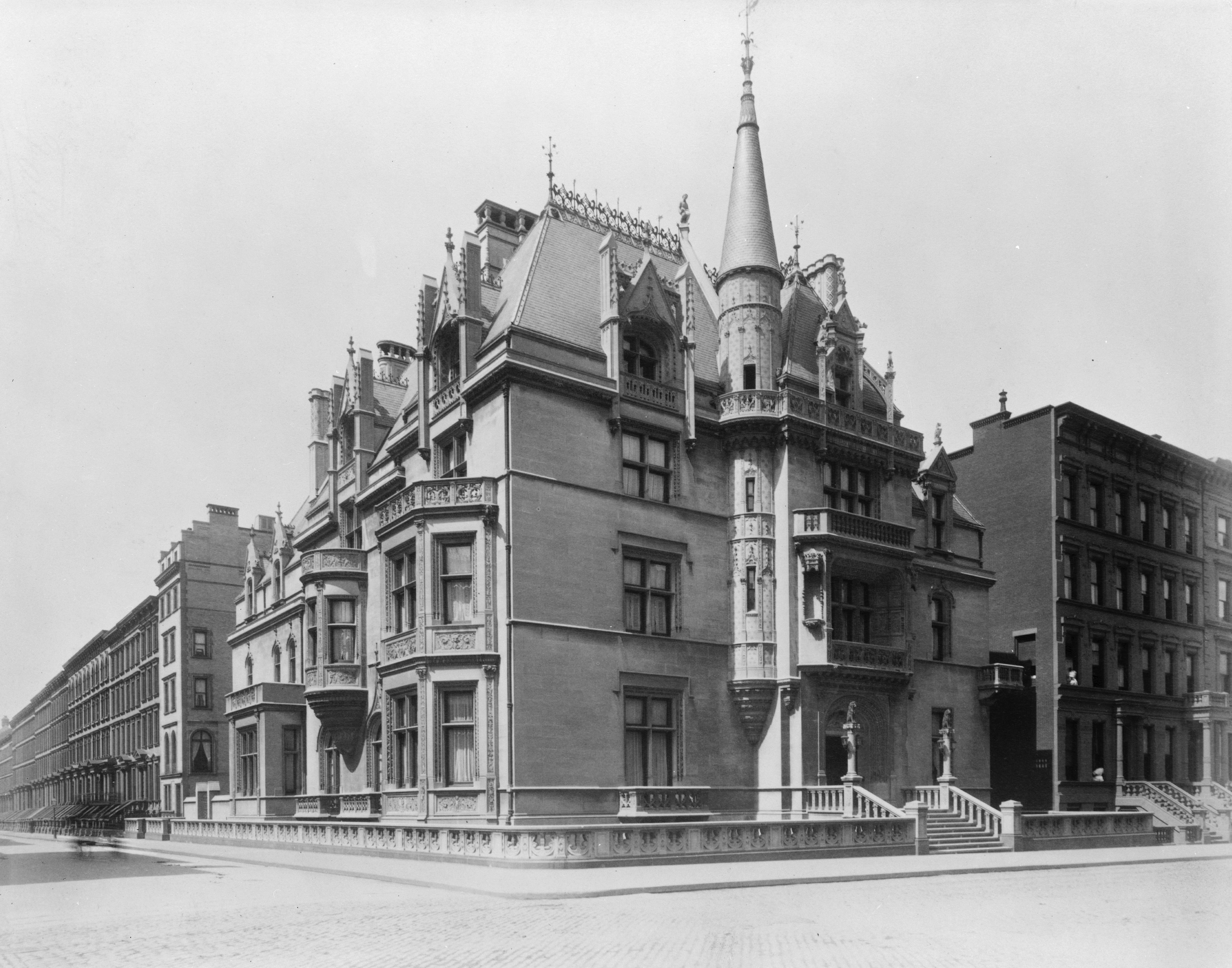
William K. Vanderbilt House sulla Fifth Avenue, New York.

Nel 1907, Vanderbilt e la sua seconda moglie costruirono Château Vanderbilt, un maniero in stile Luigi XIII insieme a Carrières-sous-Poissy, famosa per le sue corse di cavalli.
Vanderbilt era un comproprietario dello yacht Defender, che vinse la American Cup del 1895 e possedette per breve tempo il grande yacht a vapore HMS Sealark. Vanderbilt è stato un fondatore e presidente del New Theatre. Era anche membro del Jekyll Island Club aka The Millionaires Club.
Vanderbilt ha dato importanti contributi di beneficenza alla Vanderbilt University, un'università privata a Nashville, chiamata in onore di suo nonno.

## Matrimoni

### Primo Matrimonio
Il 20 aprile 1875 sposò Alva Erskine Smith (1853-1933), figlia di Murray Forbes Smith e di Phoebe Ann Desha, figlia di Robert Desha. Ebbero tre figli:
- Consuelo (1877-1964)[9];
- William Kissam Vanderbilt II (1878-1944);
- Harold Stirling Vanderbilt (1884-1970).

La coppia divorziò nel marzo 1895, in un'epoca in cui il divorzio era raro tra l'élite, e ha ricevuto un grande assegno di mantenimento al di sopra dei $ 10 milioni. Le cause del divorzio sono state accuse di adulterio nei confronti di Vanderbilt. Alva si risposò con uno dei loro vecchi amici di famiglia, Oliver Hazard Perry Belmont, il 11 gennaio 1896.

### Secondo Matrimonio
Nel 1903, sposò Anne Harriman (1861-1940), figlia del banchiere Oliver Harriman, vedova di Samuel Stevens Sands e di Lewis Morris Rutherfurd, Jr., figlio dell'astronomo Lewis Morris Rutherfurd. Non ebbero figli.
Dopo la morte di suo fratello, nel 1899, Vanderbilt è stato considerato come capo della famiglia Vanderbilt.

## Morte
William Vanderbilt Kissam morì a Parigi, il 22 luglio 1920. I suoi resti sono stati portati a casa e sepolto nella tomba di famiglia nel cimitero di Moravia a New Dorp, Staten Island, New York.
Il ritratto di Vanderbilt, dipinto da FW Wright da un dipinto originale di Richard Hall tra il 1911 e il 1921, fu donato alla Vanderbilt University nel 1921; è appeso a Kirkland Hall.